# Symmetric Digital Subscriber Line
SDSL – technologia przesyłu danych za pomocą telefonicznej linii abonenckiej pozwalająca użytkownikowi połączyć się z siecią danych (np. Internetem) w sposób symetryczny. Umożliwia profesjonalne zastosowania, wideokonferencje czy budowanie korporacyjnych sieci wirtualnych. Oferuje prędkość transmisji: 1,536 Mb/s (T1) lub 2 Mb/s (E1).